# Bartley (Nebraska)
Bartley – wieś w Stanach Zjednoczonych, w stanie Nebraska, w hrabstwie Red Willow.